# Glenview, Kentucky
Glenview är en ort i Jefferson County, Kentucky, USA.
År 2000 hade orten 558 invånare. Den har enligt United States Census Bureau en area på 3,7 km², allt är land.